# Robert Gober
Robert Gober (Wallingford, 12 de septiembre de 1954) es un escultor norteamericano.

## Biografía
Gober nació en el pequeño pueblo de Wallingford del estado de Connecticut, estudiando literatura y luego arte en Middlebury College en el estado de Vermont. Gober se estableció en Nueva York en 1976 e inicialmente se ganó su vida como carpintero. Posteriormente, puso trabajar como asistente de la pintora Elizabeth Murray durante cinco años. A principios de los años 90, inició una relación sentimental con el también artista abstracto Donald Moffett, con quien, aunque a pesar de la legalización del matrimonio entre personas del mismo sexo en los Estados Unidos, declaró que se trataba de una institución que les hizo mucho daño y que no querían formar parte de ella de ningún modo. La opresión que mantuvo la comunidad LGBT en Estados Unidos, especialmente antes de dicha legalización, marcaron profundamente la filosofía de sus obras, muchas de las cuales hacen referencia de forma implícita o explícita a la religión, la sexualidad y/o política, representándolo mediante creaciones abstractas y objetos cotidianos hechos de manera artesanal. 
Si bien es conocido por sus esculturas, también ha hecho fotografías, grabados y pinturas. En 1982-83, Gober creó un set de diapositivas de una pintura que cambiaba, consistiendo en 89 imágenes de pinturas hechas en una pequeña pieza de madera contrachapada en su estudio. Una de sus series más conocidas es una donde creó más de 50 fregaderos cada vez más excéntricos, hechos de yeso, madera, alambre y recubiertos de capas de esmalte brillante. También colaboró con varios artistas como con su amigo y compañero de profesión, el artista abstracto Christopher Wool, con quien hizo una exposición conjunta en la 303 Gallery de Beverly Hills.

## Exhibiciones

### Temporales
Algunas de las galerías y museos destacables donde han realizado exposiciones de las obras de Gober:
- 1988: 303 Gallery de Nueva York (Estados Unidos).[5]
- 1992: Museo Nacional Reina Sofía de Madrid (España).[6]
- 1993: Tate Modern de Liverpool (Reino Unido).[7]
- 1997: Museo de Arte Contemporáneo de Los Ángeles (Estados Unidos).[8]
- 2012: Museo de Arte Contemporáneo de Barcelona (España).[9]
- 2014: Museum of Modern Art de Nueva York (Estados Unidos).[10]